# Arivaldo Alves dos Santos
Arivaldo Alves dos Santos (* 19. November 1980 in Bahia), auch bekannt als Ari, ist ein ehemaliger brasilianischer Fußballspieler.

## Karriere
Ari spielte in seiner brasilianischen Heimat für den EC Bahia. 2005 wechselte er zum japanischen Erstligisten Kashima Antlers. 2006 kehrte er nach Brasilien zurück und unterschrieb einen Vertrag bei SC Internacional. Danach spielte er beim Zweitligisten Atlético Mineiro und wurde er mit dem Verein Zweitligameister der Série B 2006. 2007 wechselte er zu Fortaleza EC. Danach spielte er bei Atlético Goianiense, Criciúma EC und EC Noroeste.